# شيخة أقحوانية الأوراق
الشيخة أقحوانية الأوراق أو شرونة لوقَنْثيمِيَّة الوَرَق (باللاتينية: Senecio leucanthemifolius) نوع نباتي يتبع جنس الشيخة من الفصيلة النجمية.

## الموئل والانتشار
ينتشر في بلاد الشام والمغرب العربي والقوقاز وأوروبا.

## مرادفات للاسم العلمي
- (باللاتينية: Senecio aegadensis C. Brullo & Brullo)
- (باللاتينية: Senecio apulus Ten.)
- (باللاتينية: Senecio caroli-malyi Horvatić)
- (باللاتينية: Senecio crassifolius Willd.)
- (باللاتينية: Senecio humilis Desf.)
- (باللاتينية: Senecio incrassatus Guss. [non Lowe 1838])
- (باللاتينية: Senecio marmorae Moris)
- (باللاتينية: Senecio pygmaeus DC.)
- (باللاتينية: Senecio vernus Biv.)
- (باللاتينية: Senecio crassifolius subsp. marmorae (Moris) Nyman)
- (باللاتينية: Senecio leucanthemifolius subsp. cossyrensis (Lojac.) C. Brullo & Brullo)
- (باللاتينية: Senecio leucanthemifolius subsp. crassifolius (Willd.) Ball)
- (باللاتينية: Senecio leucanthemifolius subsp. humilis (Desf.) Murb.)
- (باللاتينية: Senecio leucanthemifolius subsp. pectinatus (Guss.) C. Brullo & Brullo)
- (باللاتينية: Senecio leucanthemifolius var. cossyrensis Lojac.)
- (باللاتينية: Senecio leucanthemifolius var. pectinatus Guss.)